# Mohammad Javad Bahonar
Mohammad Javad Bahonar (en persan : محمدجواد باهنر), né le 5 septembre 1933 à Kerman et mort assassiné le 30 août 1981 à Téhéran (Iran), fut le second Premier ministre d'Iran après la révolution de 1979 et le secrétaire-général du Parti républicain islamique.

## Biographie
Bahonar a étudié dans la ville sainte chiite de Qom, où il était un étudiant du célèbre religieux Ayatollah Ruhollah Khomeini, et a ensuite enseigné la religion à l'Université de Téhéran. Bahonar était un critique de la monarchie de Mohammad Reza Shah Pahlavi, et son implication dans des activités anti-shah a conduit à son emprisonnement en 1964 et 1975. Pendant le long exil de Khomeini en Irak et en France, Bahonar est resté un adepte dévoué du chef religieux.

### Éducation
Mohammad Javad Bahonar est né à Kerman en 1933. Son éducation a été confiée à une ancienne école à l'âge de cinq ans. Après avoir terminé ses études primaires, il a reçu des enseignements religieux à l’école de Massuoumieh et a commencé à acquérir une éducation moderne en même temps. Pour suivre son éducation religieuse, il partit pour le séminaire de Qom en 1953. Il apprécia la présence de grands professeurs chiites, tels que l'ayatollah Soltani, l'ayatollah Mujahidi, l'ayatollah Boroujerdi, Allameh Tabatabaei et l'ayatollah Khomeini. après trois ans, il a obtenu son diplôme et a participé à l'examen d'entrée à l'université. Il a réussi à entrer à la faculté de théologie. Bahonar a reçu son baccalauréat et a suivi une maîtrise en sciences de l’éducation. Il a ensuite obtenu un doctorat en théologie. À partir de 1957, il commence ses activités journalistiques et publie le journal de « l'école chiite ».
Bahonar était un opposant de la dynastie Pahlavi et menait des activités contre le shah, qui l'ont conduit en prison en 1963,1964 et 1975.
Pendant l'exil de Khomeini en Irak puis en France, il était l'un des personnages les plus influents parois les disciples de Khomeini.
Après la révolution, il devint un des membres fondateurs du Parti républicain islamique, et un des membres d'origine du Conseil de la révolution d'Iran. Il fut choisi comme ministre de l'éducation du gouvernement de Mohammad Ali Rajai en aout 1980, et continua les efforts visant à supprimer les influences occidentales dans les universités iraniennes, dans ce qui fut connu comme la révolution culturelle. Quand Rajai devint président le 4 août 1981, il choisit Bahonar comme Premier ministre.
Après l'assassinat de Mohammad Beheshti le 28 juin 1981, Bahonar devint secrétaire-général du Parti républicain islamique.

### Assassinat
Le 30 août, un membre du Parti de la république islamique ouvre un attaché-case déposé dans le bureau à Téhéran par Massoud Kashmiri. Une bombe explose et tue le Premier ministre Bahonar, le président Mohammad Ali Radjaï, et six autres membres du parti. Selon l'enquête officielle, Kashmiri aurait agi au nom de l'Organisation des moudjahiddines du peuple iranien.